# Тюбяк
Тюбяк (тат. Төбәк) — село в Сабинском районе Республики Татарстан, в составе Большекибячинского сельского поселения.

## Географическое положение
Село находится в северной части Татарстана, на реке Ныса, в 33 км к юго-востоку от районного центра, посёлка городского типа Богатые Сабы.

## История
Первоисточники упоминают о селе под названием Починок по речке Чичерме с 1680 года.
Современное название села произошло от татарского слова «төбәк» (место, местность, полуостров).
В сословном плане, в XVIII веке и вплоть до 1860-х годов, жителей села причисляли к государственным крестьянам.
По данным переписей, население села увеличивалось с 76 душ мужского пола в 1782 году до 862 человек в 1908 году. В последующие годы население села постепенно уменьшалось и в 2010 году составило 290 человек.
По сведениям из первоисточников, в начале XX столетия в селе действовали мечеть и мектеб. Мечеть также действует и в начале XXI столетия.
Административно, до 1920 года село относилось к Мамадышскому уезду Казанской губернии, с 1920 года - к Мамадышскому кантону, с 1930 года - к Сабинскому району Татарстана.

## Экономика и инфраструктура
Жители занимаются разведением скота.
В XVIII - XIX столетиях основными занятиями жителей села являлись земледелие, скотоводство, портняжно-шапочный промысел.
В селе функционируют начальная школа, клуб.